# Tzimol
Tzimol é um município do estado de Chiapas, no México.